# 張儀春
張儀春，是清朝官員，於1895年上任台東直隸州知州，接替胡傳，隸屬於福建臺灣省，官職品等則為正五品。
光緒二十二年四月向日本投降，成為最後一任台東直隸州州長。

## 註譯
1. ↑  . 臺灣省文獻委員會. 1980: 75、76頁.